# 朝鲜碱茅
朝鲜碱茅（学名：Puccinellia chinampoensis Ohwi）是一种禾本科植物。这种植物在中国分布于东北、华北、西北多个省区的草原；在世界上分布在北半球。